# 대한민국 상법 제22조
대한민국 상법 제22조는 상호등기의 효력에 대한 상법총칙의 조문이다.

## 조문
제22조 (상호등기의 효력) 타인이 등기한 상호는 동일한 특별시·광역시·시·군에서 동종영업의 상호로 등기하지 못한다.

第22條 (商號登記의 效力) 他人이 登記한 商號는 동일한 特別市·廣域市·市·郡에서 同種營業의 商號로 登記하지 못한다.

## 판례

### 등기배제청구권의 법적 성질
- 본 규정은 동일한 특별시·광역시·시·군 내에서는 동일한 영업을 위하여 타인이 등기한 상호 또는 확연히 구별할 수 없는 상호의 등기를 금지하는 효력과 함께 그와 같은 상호가 등기된 경우에는 선등기자가 후등기자를 상대로 그와 같은 등기의 말소를 청구할 수 있는 효력도 인정한 규정이라고 봄이 상당하다[1]

## 같이 보기
- 상호

## 참고 문헌
- 이기수, 최병규, 상법총칙․상행위법, 제7판, 박영사, 2010. ISBN 9788964545041